# Пошта Монака
Пошта Монака (фр. La Poste Monaco) је поштански оператер Кнежевине Монако има 8 филијала. Пошта у Монаку је први пут основана у 17 веку од стране Француске. Прве поштанске марке су штампане 1885. године за време кнеза Карла III. Садашња пошта је основана 1937. године током владавине кнеза Луиа II.